# Syzygium ripicola
Syzygium ripicola är en myrtenväxtart som först beskrevs av William Grant Craib, och fick sitt nu gällande namn av Elmer Drew Merrill och Lily May Perry. Syzygium ripicola ingår i släktet Syzygium och familjen myrtenväxter. Inga underarter finns listade i Catalogue of Life.